# Штукманн, Герман
Герман Штукманн (нем. Hermann Stuckmann; 2 января 1921, Вупперталь — 18 августа 1944, близ Ла-Рошели, Бискайский залив) — немецкий офицер-подводник, обер-лейтенант (10 октября 1943 года).

## Биография
В сентябре 1939 года призван в ВМФ. Прошел подготовку на учебном корабле «Шлезвиг-Гольштейн». В апреле 1940 года участвовал в операции по оккупации Дании. В июле 1941 года переведен в подводный флот, служил вахтенным офицером на подлодке U-571, которой командовал Гельмут Мёльман. 1 марта 1942 произведен в лейтенанты.
5 августа 1943 года назначен командиром подлодки U-316 (Тип VII-C) — учебной подлодки на Балтике, а 15 мая 1944 года — подлодки U-621, на которой совершил 3 похода (проведя в море в общей сложности 52 суток). Главной зоной действия Штукманна стал Ла-Манш.
11 августа 1944 года награждён Рыцарским крестом Железного креста.
18 августа 1944 года лодка Штукманна потоплена канадскими эсминцами. Весь экипаж в 56 человек погиб.
Всего за время военных действий Штукманн потопил 1 судно водоизмещением 2938 брт и повредил 2 судна водоизмещением 11 673 брт.